# Lampada alogena

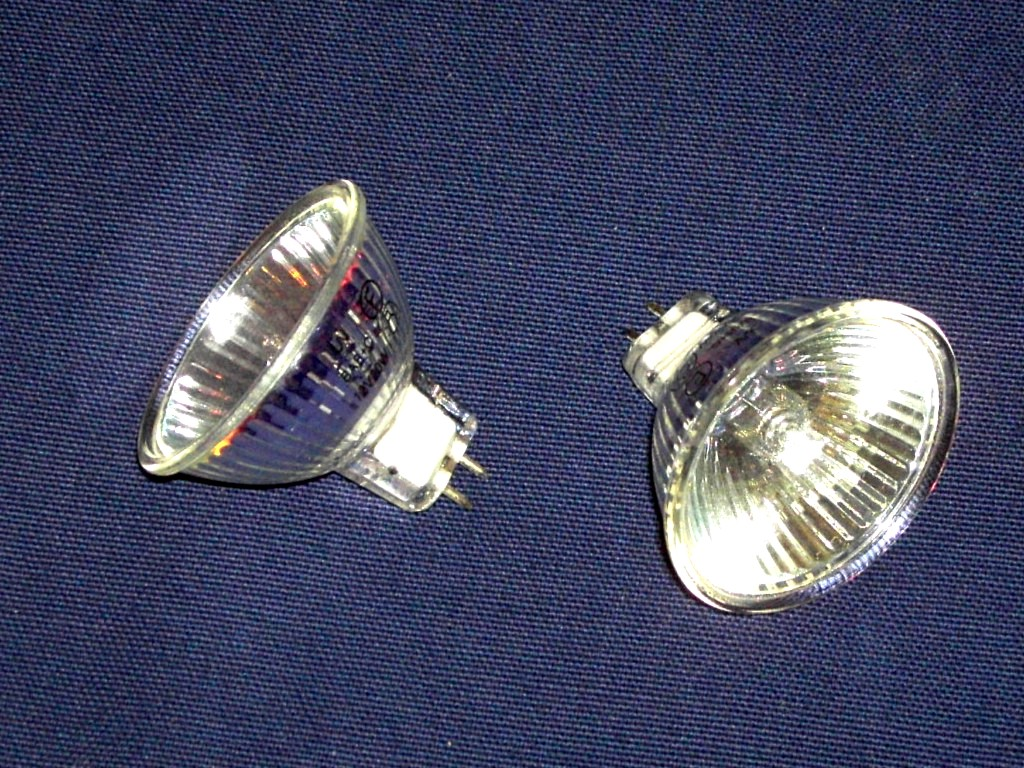
Due lampade alogene dicroiche.

La lampadina alogena è una particolare lampada a incandescenza, ma con alcune fondamentali caratteristiche che la differenziano da quelle comuni. Considerando il divieto da parte dell'Unione europea di produrre e commercializzare lampadine a incandescenza tipo Edison, la lampada alogena rappresenta il sostituto la cui qualità di luce più si avvicina a quella delle lampadine classiche. Sono state in parte sostituite dalle lampadine a LED, poiché il 1º settembre 2018, per l’entrata in vigore della Direttiva ERP (CE) 244/2009, alcune tipologie sono state bandite dal mercato.

## Caratteristiche

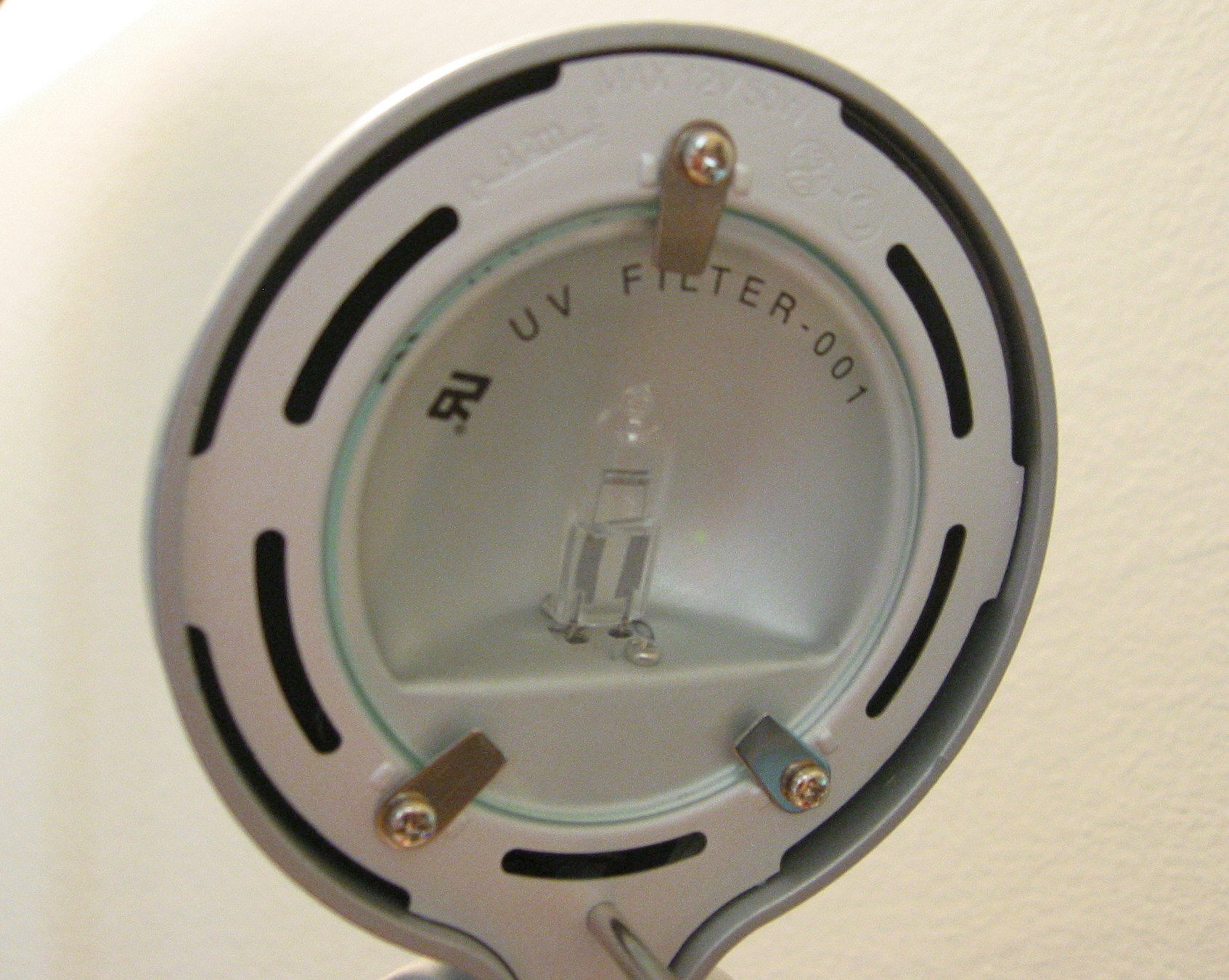
Una lampada alogena dietro al filtro UV.

Il gas alogeno (iodio, a volte bromo) contenuto nel bulbo, per permettere il riscaldamento del filamento fino a oltre 3000 K, in modo da aumentare l'efficienza luminosa, e risultante in uno spostamento verso l'alto della temperatura di colore, è presente in quantità giusto sufficiente per catturare il flusso di tungsteno per sublimazione. Per questa ragione viene integrato con l'aggiunta di un gas nobile (che non partecipa al ciclo alogeno) come l'argon, il kripton o lo xeno.
Il tungsteno che sublima a causa della temperatura elevata reagisce con il gas alogeno formando un alogenuro di tungsteno.
Successivamente il composto, entrando in contatto con il filamento incandescente si decompone e rideposita il tungsteno sul filamento stesso realizzando un ciclo, il ciclo alogeno.
In questo modo la durata di vita di una lampada alogena può essere almeno doppia di una lampadina ad incandescenza normale, sebbene il filamento sia molto più caldo.
Notare che un aumento eccessivo della tensione di funzionamento di una data lampadina, aumentando troppo il flusso di evaporazione del tungsteno, e mancando sufficiente gas alogeno per la ricombinazione, ha effetti negativi sulla sua durata.
Poiché il filamento, per permettere la reazione chimica tra il tungsteno e lo iodio, deve essere mantenuto a una temperatura di circa 3000 K, il bulbo non viene realizzato con comune vetro sodo-calcico, come nelle altre lampadine a incandescenza, ma con silice amorfa (anche detta vetro di quarzo), che ha una più alta temperatura di transizione vetrosa, resiste a temperature più elevate e agli shock termici.

## Svantaggi e rimedi

Spettro di luce di una lampada alogena.

I limiti di questi dispositivi sono riconducibili all'emissione di raggi ultravioletti, dannosi per l'occhio umano e capaci di provocare cancro della pelle e causa di sbiadimento degli oggetti illuminati.
Il fenomeno è in parte dovuto all'uso del quarzo al posto del vetro per la costruzione del bulbo.
Il quarzo è infatti più resistente alle alte temperature ma trasparente ai raggi ultravioletti.
La schermatura di queste radiazioni avviene ponendo davanti alla lampada una lastra di vetro, che ne riduce il passaggio al solo 15% e che serve anche come protezione in caso di esplosione accidentale dell'ampolla. Recentemente nella composizione delle ampolle sono state introdotte sostanze in grado di bloccare i raggi ultravioletti e dei pigmenti fluorescenti che li convertono in luce visibile, aumentandone l'efficienza complessiva.
Per ridurre il flusso di raggi infrarossi (riducendo così i danni agli oggetti per eccessivo riscaldamento) si usano speciali lampade alogene dicroiche, dotate di uno schermo posteriore che riflette solamente la luce visibile lasciando disperdere i raggi infrarossi.

## Vantaggi
Il rendimento luminoso di una lampada alogena, grazie alla luce più bianca rispetto a una lampadina a incandescenza tradizionale, è del 50-100% superiore rispetto a questa, mentre la vita utile varia da 2.000 a 6.000 ore. Essendo basate sullo stesso principio delle comuni lampade a incandescenza, le lampade alogene sono spesso progettate con l'obiettivo di poter essere usate come sorgente luminosa a intensità variabile e, pertanto, sono la scelta naturale per i punti luce controllati da un varialuce o dimmer.

## Variazioni

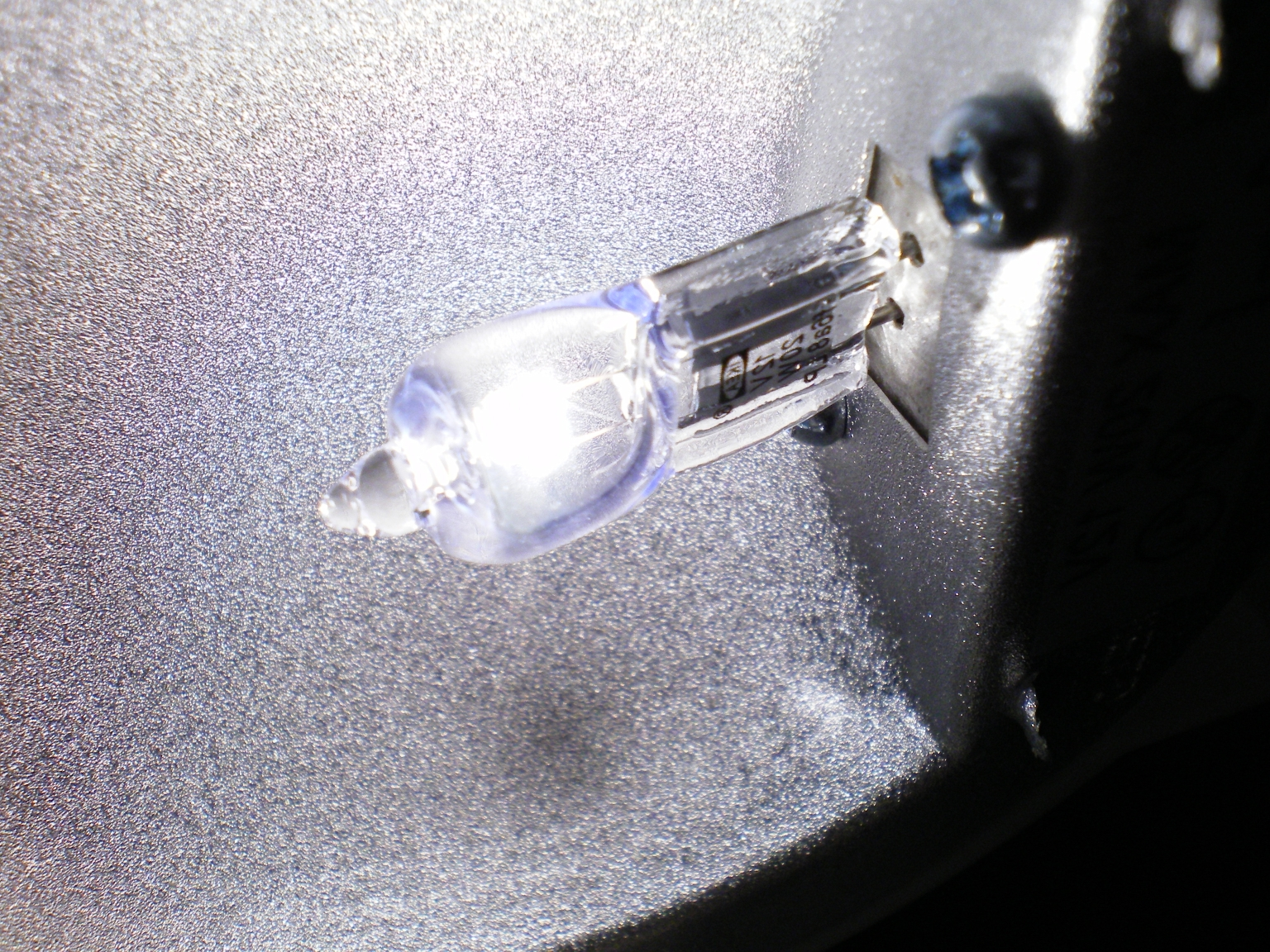
Una lampada alogena, operante senza il vetro di protezione.

Le lampade alogene sono disponibili anche con effetto xeno, in pratica il vetro al quarzo della lampada viene trattato e assume una colorazione bluastra, che permette di innalzare la temperatura colore della lampadina, che in media si attesta sui  4500 K (a differenza delle alogene che si attestano sui 3500 K), portandola più vicina al bianco neutro, in modo simile alle lampadine allo xeno; questo al prezzo di una piccola riduzione della luminosità della lampadina.
Recentemente sono state introdotte lampade alogene con filamenti migliorati o alimentazione a controllo elettronico (integrato nel bulbo stesso) che hanno consentito un incremento di resa del 40% circa, rispetto alle alogene convenzionali.
Inoltre sono disponibili anche con le stesse forme delle lampadine a incandescenza e presentano temperature di esercizio paragonabili. Risulta evidente il vantaggio in termini di risparmio energetico, senza rinunce in fatto di qualità o design.
Esistono lampade alogene alimentate direttamente dalla rete elettrica a 230 V, in genere di potenza elevata fino a 1000 W.
Altri modelli, molto piccoli e adatti a illuminazioni localizzate e di arredo, sono alimentate a 12V o a 24V (bassissima tensione) per mezzo di un trasformatore. In questo caso la lunghezza della linea a bassa tensione deve essere limitata a pochi metri per contenere la caduta di tensione entro valori accettabili.

## Accorgimenti
Anche se freddo (a lampadina spenta), il bulbo delle lampadine alogene non deve essere mai toccato con le dita, perché i depositi di grasso lasciati sul bulbo carbonizzerebbero una volta che è stata accesa a causa della temperatura elevata, annerendo il cristallo e a lungo andare provocandone anche la rottura. 
Il deterioramento del vetro di quarzo è causato dall'azione catalitica di questi residui, che innescano un processo di devetrificazione. Il vetro di quarzo è infatti meno stabile dei vetri ordinari. 
Se il bulbo viene toccato a mani nude, è indispensabile pulirne la superficie con alcool prima di riaccendere la lampadina.
I modelli da 230 V con innesto a vite E14 o E27 hanno due bulbi: uno esterno e uno interno, il quale a sua volta contiene il filamento e i gas. Il bulbo interno è sempre in vetro di quarzo, mentre in alcuni modelli quello esterno è in vetro come nelle lampadine tradizionali, quindi in tal caso può essere toccato con le dita (a lampadina spenta e raffreddata, per evitare ustioni). È però necessario accertarsene leggendo con attenzione la documentazione e le avvertenze riportate dal produttore: se non si è certi che l'involucro esterno sia in vetro comune potrebbe essere anch'esso in vetro di quarzo, quindi è bene non toccarlo con le dita.

## Formati

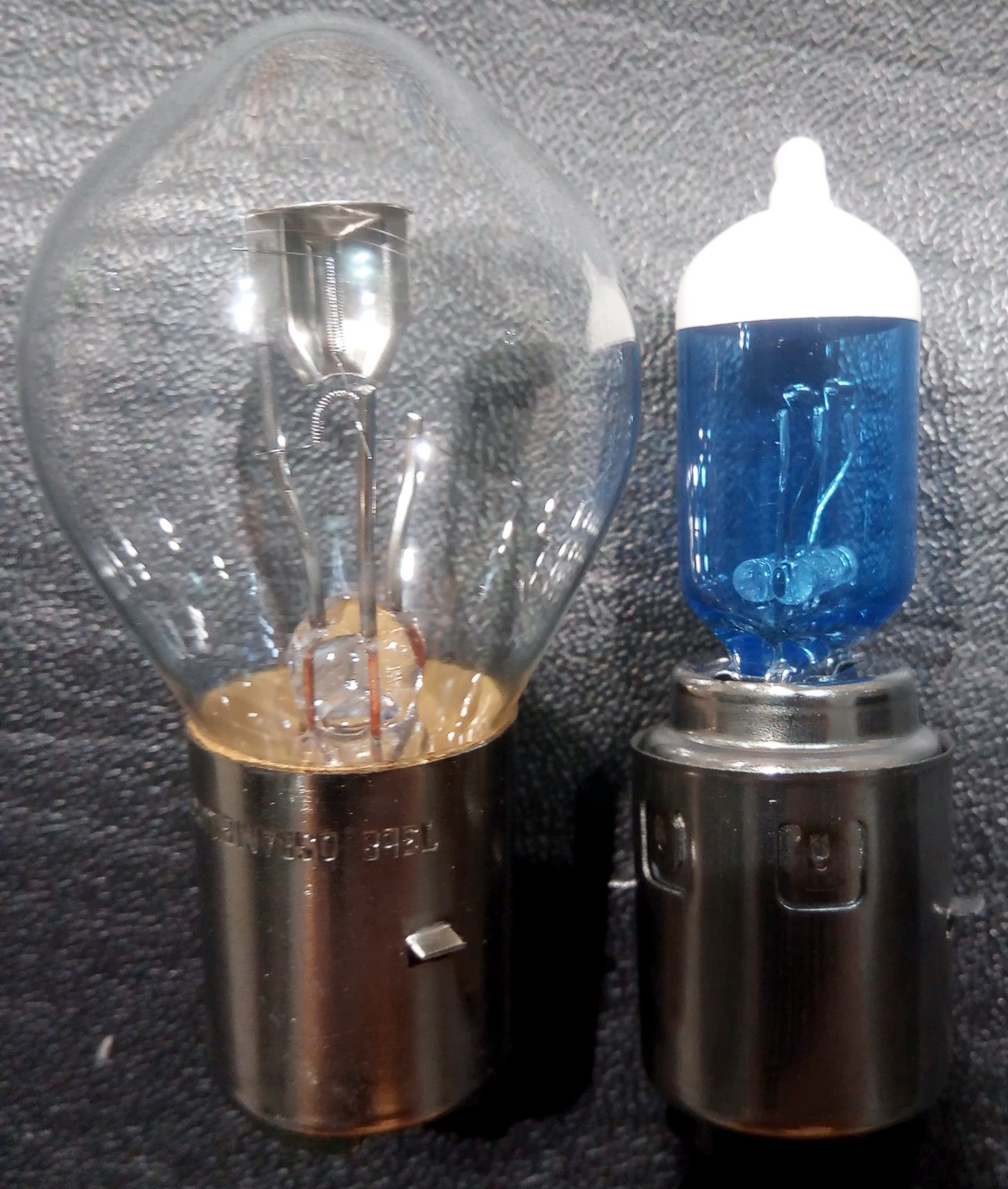
Confronto di due lampadine S2 (per motoveicolo), a sinistra del tipo tradizionale a incandescenza, a destra del tipo alogeno a effetto xeno.

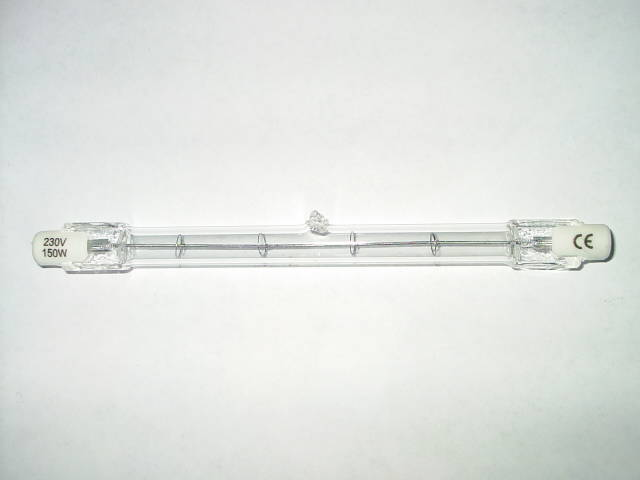
Lampada con attacco R7s: lunghezza 118 mm, diametro all'estremità 7 mm

### Veicoli di trasporto
Normalmente disponibili a 12 V per autovetture e motocicli o 24 V per i veicoli industriali.
- Filamento singolo, modelli a 55 W e 100 W:
  - H1 filamento assiale
  - H2 filamento assiale
  - H3 filamento traverso, da collegare con cavo resistente alle alte temperature
- H4 bifilamento, di norma da 55 W a 100 W anabbagliante, abbagliante tra 60 W e 130 W
- H5 simile alla H4 ma con l'attacco P45t delle vecchie asimmetriche 40/45 W a incandescenza
- H7 monofilamento, di norma da 55 W, fino a 80 W, utilizzo sia abbagliante sia anabbagliante
- H8, H9 e H11 monofilamento simile alla H7 ma con connettore stagno in plastica PGJ19, rispettivamente da 35 W, 65 W e 55 W
- HB3 monofilamento da 65 W con attacco stagno in plastica P20d
- HB4 monofilamento da 55 W con attacco stagno in plastica P22d

Tale tecnologia viene utilizzata anche per le precedenti lampadine nate con la tecnologia a incandescenza (quali attacchi S2, S3, ecc), permettendo un miglioramento della luminosità dei vecchi apparati. Attenzione: nel caso di utilizzo di lampadine alogene su vecchi apparati, è necessario accertarsi che la vecchia parabola che ospita il nuovo bulbo sia costituita di materiale molto resistente al calore. Infatti i vecchi fanali economici con parabola in plastica erano facilmente soggetti a deformazioni e in caso di uso prolungato possono fondersi e addirittura incendiarsi.

### Casa ed esterno
- R7s: lineare, doppio terminale, 118 mm, alimentazione 230 V.
- R7s: lineare, doppio terminale, 78 mm, alimentazione 230 V.
- EcoHalo Caps (2.000 h) 35 W GY6.35 680 lm 20 lumen
- alogena a sigaretta (attacco T4) 120-500 W 2000 lm